# Schwartzkopffstraße (metrostation)
Schwartzkopffstraße is een station van de metro van Berlijn, gelegen onder de Chausseestraße in het Berlijnse stadsdeel Mitte. Het metrostation werd geopend op 8 maart 1923 aan het eerste deel van de Nord-Süd-Bahn, de huidige lijn U6.
Op 9 april 1951 werd de naam gewijzigd in Walter-Ulbricht-Stadion. Tijdens de deling van de stad was het station, dat in Oost-Berlijn lag, gesloten; West-Berlijnse treinen in transit passeerden het zonder te stoppen. Opmerkelijk is dat in deze periode, op 15 maart 1973, de naam werd gewijzigd in Stadion der Weltjugend. Op 3 oktober 1991 kreeg het station de oorspronkelijke naam weer terug.